# Beerbongs & Bentleys
Albums de Post Malone
Stoney
(2016) Hollywood's Bleeding
(2019)
Singles
1. Rockstar
Sortie : 15 septembre 2017
2. Candy Paint
Sortie : 20 octobre 2017
3. Psycho
Sortie : 23 février 2018
4. Ball for Me
Sortie : 8 mai 2018
5. Better Now
Sortie : 5 juin 2018

Beerbongs & Bentleys est le deuxième album studio du rappeur américain Post Malone sorti le 27 avril 2018. Plusieurs chansons sont sorties en singles dont Rockstar et Psycho.
L'album fait suite à Stoney sorti en 2016. L'album comprend des participations de Swae Lee, 21 Savage, Ty Dolla Sign, Nicki Minaj, G-Eazy et YG.
Aux États-Unis, l'album est certifié quintuple disque de platine pour l'équivalent de 5 000 000 de ventes.

## Genèse de l'album
Alors que vient de sortir son premier album studio Stoney le 6 décembre 2016 après plusieurs reports, Post Malone annonce à la fin du même mois la préparation d'un deuxième album studio intitulé Beerbongs & Bentleys. L'annonce est faite via le réseau social Twitter où le rappeur diffuse des extraits des morceaux sur lesquels il travaille.

## Promotion
Beerbongs & Bentleys sort sous le label Republic Records d'Universal le 27 avril 2018. Pour promouvoir la sortie de l'album, plusieurs singles sont extraits. Le premier, sorti en septembre 2017, est Rockstar feat. 21 Savage. S'en suivent Candy Paint, le 20 octobre 2017 ; Psycho feat. Ty Dolla Sign, le 23 février 2018 ; Ball for Me feat. Nicki Minaj, le 8 mai 2018 et Better Now, le 5 juin 2018.

## Accueil

### Accueil critique
Dans l'ensemble, l'accueil accordé à l'album par les critiques de musique est mitigé. Le site agglomérant les critiques Metacritic attribue la note de 51 sur 100, qui indique des « commentaires mitigés ou moyens ».
Pour Les Inrockuptibles, Post Malone « narre la dualité de sa nouvelle vie d'artiste » dans l'album et notamment avec le nom qu'il a donné au disque. Le magazine loue les musiques « brumeuses et doucereuses » qui enveloppent la voix du rappeur pour « éclairer les contrastes et les paradoxes de son quotidien ».
Alexis Petridis du Guardian complimente la production de l'album, les hooks et la voix de Post Malone. Cependant, il n'apprécie pas les paroles qu'il trouve « pauvre en idées originales ». Il y a le sentiment « qu'il n'a pratiquement rien à dire et que tout ce qu'il dit, a déjà été dit à plusieurs fois avec beaucoup plus de talent, d'esprit et d'impact ».

### Accueil commercial
Aux États-Unis, le jour de sa sortie, Beerbongs & Bentleys bat le record de streaming sur la plateforme Spotify. L'album réalise 47,9 millions de streams aux États-Unis et 78 744 000 de streams dans le monde sur le service de musique en 24 heures. L'album est certifié aux États-Unis quintuple disque de platine pour l'équivalent de 5 millions d'album vendus.

## Pistes
| Beerbongs & Bentleys | Beerbongs & Bentleys                   | Beerbongs & Bentleys                                                                             | Beerbongs & Bentleys                                            | Beerbongs & Bentleys | Beerbongs & Bentleys | Beerbongs & Bentleys | Beerbongs & Bentleys | Beerbongs & Bentleys | Beerbongs & Bentleys |
| No                   | Titre                                  | Auteur                                                                                           | Producteur(s)                                                   | Durée                |                      |                      |                      |                      |                      |
| -------------------- | -------------------------------------- | ------------------------------------------------------------------------------------------------ | --------------------------------------------------------------- | -------------------- | -------------------- | -------------------- | -------------------- | -------------------- | -------------------- |
| 1.                   | Paranoid                               | - Austin Post - Idan Kalai - Louis Bell - Billy Walsh - Alexander Krashinsky                     | - Cashio - Blueysport - Bell                                    | 3:44                 |                      |                      |                      |                      |                      |
| 2.                   | Spoil My Night (featuring Swae Lee)    | - Post - Khalif Brown - Adam Feeney - Teddy Walton - Bell                                        | - Frank Dukes - Walton                                          | 3:27                 |                      |                      |                      |                      |                      |
| 3.                   | Rich & Sad                             | - Post - Feeney - Walsh - Bell                                                                   | Frank Dukes                                                     | 3:23                 |                      |                      |                      |                      |                      |
| 4.                   | Zack and Codeine                       | - Post - Scott Storch - Diego Ave - Bell                                                         | - Storch - Ave - Leon 'RoccStar' Youngblood, Jr. - Tariq Bright | 3:23                 |                      |                      |                      |                      |                      |
| 5.                   | Takin' Shots                           | - Post - Jahron Brathwaite - Bell - David Hughes - Walsh                                         | - Bell - Prep Bijan - PartyNextDoor                             | 3:37                 |                      |                      |                      |                      |                      |
| 6.                   | Rockstar (featuring 21 Savage)         | - Post - Shayaa Abraham-Joseph - Olufunmibi Awoshiley - Bell - Jo-Vaughn Virginie - Carl Rosen   | - Tank God - Bell                                               | 3:39                 |                      |                      |                      |                      |                      |
| 7.                   | Over Now                               | - Post - Andrew Watt - Bell - Tommy Lee                                                          | - Post Malone - Watt - Bell                                     | 4:07                 |                      |                      |                      |                      |                      |
| 8.                   | Psycho (featuring Ty Dolla Sign)       | - Post - Tyrone Griffin, Jr. - Bell - Rosen                                                      | - Malone - Bell                                                 | 3:41                 |                      |                      |                      |                      |                      |
| 9.                   | Better Now                             | - Post - Bell - Feeney - Walsh                                                                   | - Frank Dukes - Bell                                            | 3:50                 |                      |                      |                      |                      |                      |
| 10.                  | Ball for Me (featuring Nicki Minaj)    | - Post - Onika Maraj - Bell                                                                      | Bell                                                            | 3:27                 |                      |                      |                      |                      |                      |
| 11.                  | Otherside                              | - Post - Bell                                                                                    | - Malone - Bell                                                 | 3:48                 |                      |                      |                      |                      |                      |
| 12.                  | Stay                                   | - Post - Watt - Bell                                                                             | - Malone - Watt                                                 | 3:28                 |                      |                      |                      |                      |                      |
| 13.                  | Blame It on Me                         | - Post - Bell                                                                                    | - Malone - Bell                                                 | 4:22                 |                      |                      |                      |                      |                      |
| 14.                  | Same Bitches (featuring G-Eazy and YG) | - Post - Jonathan Whitfield - Gerald Gillum - Keenon Jackson - Bell - Walsh - Kalai - Rod Argent | - Swish - Cashio                                                | 3:31                 |                      |                      |                      |                      |                      |
| 15.                  | Jonestown (interlude)                  | - Post - Bell - Te Whiti Warbrick - Nick Audino - Lewis Hughes                                   | - Malone - Bell - Twice as Nice                                 | 1:51                 |                      |                      |                      |                      |                      |
| 16.                  | 92 Explorer                            | - Post - London Holmes - Bell - Aubrey Robinson - Kendall Roark Bailey - Jaison Harris           | - London on da Track - Robinson - Roark Bailey                  | 3:32                 |                      |                      |                      |                      |                      |
| 17.                  | Candy Paint                            | - Post - Bell                                                                                    | - Malone - Bell                                                 | 3:49                 |                      |                      |                      |                      |                      |
| 18.                  | Sugar Wraith                           | - Post - Bell                                                                                    | - Malone - Bell                                                 | 3:47                 |                      |                      |                      |                      |                      |
| 64:26                |                                        |                                                                                                  |                                                                 |                      |                      |                      |                      |                      |                      |

## Classements hebdomadaires
| Classement (2018)                   | Meilleure position |
| ----------------------------------- | ------------------ |
| Allemagne (Media Control AG)        | 4                  |
| Australie (ARIA)                    | 1                  |
| Autriche (Ö3 Austria Top 40)        | 2                  |
| Belgique (Flandre Ultratop)         | 1                  |
| Belgique (Wallonie Ultratop)        | 9                  |
| Canada (Canadian Albums)            | 1                  |
| Danemark (Tracklisten)              | 1                  |
| Écosse (OCC)                        | 6                  |
| États-Unis (Billboard 200)          | 1                  |
| États-Unis (Top R&B/Hip-Hop Albums) | 1                  |
| Finlande (Suomen virallinen lista)  | 1                  |
| France (SNEP)                       | 13                 |
| Italie (FIMI)                       | 6                  |
| Norvège (VG-lista)                  | 1                  |
| Nouvelle-Zélande (RIANZ)            | 1                  |
| Pays-Bas (Mega Album Top 100)       | 1                  |
| Portugal (AFP)                      | 33                 |
| Tchéquie (IFPI)                     | 2                  |
| Royaume-Uni (UK Albums Chart)       | 1                  |
| Royaume-Uni (R&B Albums)            | 1                  |
| Suède (Sverigetopplistan)           | 1                  |
| Suisse (Schweizer Hitparade)        | 3                  |

## Certifications
| Pays                    | Certification | Unités certifiées |
| ----------------------- | ------------- | ----------------- |
| Australie (ARIA)        | 3 × Platine   | 210 000           |
| Belgique (BEA)          | Or            | 10 000            |
| Brésil (BEA)            | Platine       | 40 000            |
| Canada (Music Canada)   | 7 × Platine   | 560 000           |
| Danemark (IFPI)         | 4 × Platine   | 80 000            |
| États-Unis (RIAA)       | 5 × Platine   | 5 000 000         |
| France (SNEP)           | Platine       | 100 000           |
| Italie (FIMI)           | Platine       | 50 000            |
| Mexique (Amprofon)      | Platine       | 60 000            |
| Norvège (IFPI)          | 3 × Platine   | 60 000            |
| Nouvelle-Zélande (RMNZ) | 5 × Platine   | 75 000            |
| Pays-Bas (NVPI)         | Platine       | 40 000            |
| Royaume-Uni (BPI)       | Platine       | 300 000           |
| Suède (GLF)             | 2 × Platine   | 60 000            |